# Lepus
Lepus Linnaeus, 1758 o lepre è un genere di mammiferi lagomorfi appartenente alla famiglia Leporidi, della quale costituisce il genere più numeroso e rappresentato nel mondo.

## Caratteri distintivi
Le lepri sono abbastanza simili ai conigli, Leporidi appartenenti a diversi generi di cui i più rappresentativi sono Oryctolagus e Sylvilagus, tuttavia hanno alcuni caratteri morfologici e etologici che le distinguono nettamente dal resto della famiglia.
Sotto l'aspetto morfologico, le lepri hanno in generale orecchie più lunghe del capo e occhi proporzionalmente più grandi, sono di maggiori dimensioni (piede lungo più di 9 cm) e le estremità delle orecchie sono in genere più scure. A differenza dei conigli, i neonati delle lepri sono piuttosto precoci: nascono già con gli occhi aperti, il corpo è già rivestito da una pelliccia e sono in grado di muoversi autonomamente.
Sotto l'aspetto etologico, le lepri sono animali solitari (vivono al più in coppia), non costruiscono tane sotterranee ma sfruttano depressioni del terreno o protezioni naturali preesistenti fra la vegetazione. Sono più sensibili dei conigli alla frammentazione del territorio.
Nessuna specie di lepre è mai stata addomesticata: l'animale conosciuto come "lepre belga", in realtà, è una razza di coniglio selezionata per assomigliare superficialmente a una lepre.

## Tassonomia
La suddivisione interna del genere Lepus è ancora incerta e le classificazioni proposte nella letteratura sono alquanto discordanti. in generale, si può dire che il genere conta una trentina di specie (più della metà del totale della famiglia Leporidae).

L'elenco che segue è estratto dall'Integrated Tassonomic Information System:
Ordine Lagomorfi
- Famiglia Leporidae
  - Genere Lepus
    - Sottogenere Eulagos
      - Lepus castroviejoi - lepre cantabrica
      - Lepus comus - lepre dello Yunnan
      - Lepus coreanus - lepre coreana
      - Lepus corsicanus - lepre còrsa
      - Lepus europaeus - lepre comune
      - Lepus granatensis - lepre iberica
      - Lepus mandschuricus - lepre della Manciuria
      - Lepus oiostolus - lepre lanosa
      - Lepus starcki - lepre etiope
      - Lepus townsendii - jackrabbit dalla coda bianca

    - Sottogenere Indolagus
      - Lepus hainanus - lepre di Hainan
      - Lepus nigricollis - lepre indiana
      - Lepus peguensis - lepre birmana

    - Sottogenere Lepus
      - Lepus arcticus - lepre artica
      - Lepus othus - lepre dell'Alaska
      - Lepus timidus - lepre bianca

    - Sottogenere Macrotolagus
      - Lepus alleni - lepre del deserto

    - Sottogenere Poecilolagus
      - Lepus americanus - lepre scarpa da neve

    - Sottogenere Proeulagus
      - Lepus californicus - lepre a coda nera
      - Lepus callotis - lepre dai fianchi bianchi
      - Lepus capensis - lepre del Capo
      - Lepus flavigularis - lepre dalla gola gialla
      - Lepus insularis - jackrabbit nero
      - Lepus saxatilis - lepre di boscaglia
      - Lepus tibetanus - lepre tibetana
      - Lepus tolai - lepre di Tolai

    - Sottogenere Sabanalagus
      - Lepus fagani - lepre di savana etiope
      - Lepus microtis - lepre di savana

    - Sottogenere Sinolagus
      - Lepus sinensis - lepre cinese

    - Sottogenere Tarimolagus
      - Lepus yarkandensis - lepre di Yarkand

    - Incertae sedis
      - Lepus brachyurus - lepre giapponese
      - Lepus habessinicus - lepre abissina

## Popolazioni italiane
In Italia, il genere è rappresentato da quattro specie con differenti areali, in parte sovrapposti: generalmente, le specie non si incontrano mai o solo raramente, occupando nicchie differenti.
- La lepre comune (Lepus europaeus) è la specie con la più vasta distribuzione. Presente in tutto il territorio nazionale, tranne Sardegna e Sicilia.
- La lepre italica o lepre appenninica (Lepus corsicanus) era in passato diffusa in Sicilia e nel territorio della penisola (Italia centrale e meridionale). Attualmente ha un areale molto frammentato nella penisola, mentre copre l'intero territorio della Sicilia.
- La lepre sarda Lepus capensis mediterraneus è presente in un areale continuo in tutto il territorio della Sardegna e in alcune isole minori (Asinara, La Maddalena, Isola di San Pietro, Isola di Sant'Antioco).
- La lepre bianca (Lepus timidus) è infine distribuita su tutto l'Arco Alpino.

## Lepri nella cultura di massa
Dovunque nel mondo, le lepri hanno un forte influsso sulla cultura: nel folklore africano, ad esempio, hanno il ruolo di trickster, impiantato in America dagli schiavi neri sotto forma di Fratel Coniglietto. In Irlanda, la lepre è il corrispettivo del gatto nero, ed accompagna le streghe nelle loro azioni, mentre nel Regno Unito le stravaganti esibizioni riproduttive di questi animali hanno dato adito al detto "mad as a march hare" ("pazzo come una lepre a marzo"): la stessa Lepre Marzolina del romanzo di Lewis Carroll Alice nel Paese delle Meraviglie è ispirata a questo adagio.

Nelle culture orientali, la lepre è uno dei disegni formato dalle macchie lunari, così come Lepus è il nome di una costellazione. Nella tradizione ebraica, la lepre è uno degli animali impuri, quindi proibiti.